# EIF3D
EIF3D (англ. Eukaryotic translation initiation factor 3 subunit D) – білок, який кодується однойменним геном, розташованим у людей на короткому плечі 22-ї хромосоми. Довжина поліпептидного ланцюга білка становить 548 амінокислот, а молекулярна маса — 63 973.
| 10         |  | 20         |  | 30         |  | 40         |  | 50         |
| ---------- |  | ---------- |  | ---------- |  | ---------- |  | ---------- |
| MAKFMTPVIQ |  | DNPSGWGPCA |  | VPEQFRDMPY |  | QPFSKGDRLG |  | KVADWTGATY |
| QDKRYTNKYS |  | SQFGGGSQYA |  | YFHEEDESSF |  | QLVDTARTQK |  | TAYQRNRMRF |
| AQRNLRRDKD |  | RRNMLQFNLQ |  | ILPKSAKQKE |  | RERIRLQKKF |  | QKQFGVRQKW |
| DQKSQKPRDS |  | SVEVRSDWEV |  | KEEMDFPQLM |  | KMRYLEVSEP |  | QDIECCGALE |
| YYDKAFDRIT |  | TRSEKPLRSI |  | KRIFHTVTTT |  | DDPVIRKLAK |  | TQGNVFATDA |
| ILATLMSCTR |  | SVYSWDIVVQ |  | RVGSKLFFDK |  | RDNSDFDLLT |  | VSETANEPPQ |
| DEGNSFNSPR |  | NLAMEATYIN |  | HNFSQQCLRM |  | GKERYNFPNP |  | NPFVEDDMDK |
| NEIASVAYRY |  | RRWKLGDDID |  | LIVRCEHDGV |  | MTGANGEVSF |  | INIKTLNEWD |
| SRHCNGVDWR |  | QKLDSQRGAV |  | IATELKNNSY |  | KLARWTCCAL |  | LAGSEYLKLG |
| YVSRYHVKDS |  | SRHVILGTQQ |  | FKPNEFASQI |  | NLSVENAWGI |  | LRCVIDICMK |
| LEEGKYLILK |  | DPNKQVIRVY |  | SLPDGTFSSD |  | EDEEEEEEEE |  | EEEEEEET   |

A: Аланін

C: Цистеїн

D: Аспарагінова кислота

E: Глутамінова кислота

F: Фенілаланін

G: Гліцин

H: Гістидин

I: Ізолейцин

K: Лізин

L: Лейцин

M: Метіонін

N: Аспарагін

P: Пролін

Q: Глутамін

R: Аргінін

S: Серин

T: Треонін

V: Валін

W: Триптофан

Кодований геном білок за функціями належить до факторів ініціації, фосфопротеїнів. 
Задіяний у таких біологічних процесах, як біосинтез білків, ацетилювання, альтернативний сплайсинг. 
Білок має сайт для зв'язування з РНК. 
Локалізований у цитоплазмі.